# Niente può fermarci
Niente può fermarci è un film del 2013 diretto da Luigi Cecinelli.

## Trama
Quattro giovani di circa 20-25 anni sono condizionati da diverse patologie psicofisiche: Mattia è narcolettico, Augusto è dipendente da Internet, Leonardo è ossessionato dall'igiene e dal timore del contatto fisico e Guglielmo è affetto dalla sindrome di Tourette.
Tutti e quattro vengono mandati dai genitori, più attenti alla propria vita che all'evoluzione post-adolescenziale dei figli, in una tranquilla struttura per essere curati e riabilitati. La routine troppo rigida e priva di stimoli per i giovani, li spinge a elaborare un piano per evaderne: decidono così di scappare e partire con direzione Ibiza, idealizzata patria di libertà formali. 
Si appropriano dell'auto dell'equivoco direttore della clinica e iniziano un viaggio che li porterà a fare incontri e a scoprire cose fino a poco prima solo fantasticate. 
Nel frattempo Gilda, madre di Leonardo, con Ippolito, Giorgio e Alceste, rispettivamente padri di Augusto, Guglielmo e Mattia, messi al corrente della fuga, si mettono sulle tracce dei figli.  Nel susseguirsi precipitoso degli avvenimenti imparano a conoscere meglio e ad apprezzare la personalità dei loro ragazzi.
I quattro giovani, durante il viaggio tra Italia, campagne francesi e Ibiza, avranno come compagna di viaggio la turbolenta Regina, rivelatasi poi incinta e in fuga dall’amante Gianni. Regina si innamorerà dell’insicuro Leonardo, e tutti insieme conosceranno la giovane campagnola francese Monique, con cui Augusto avrà un piccolo flirt nel fienile, e il padre di lei Henry, un rude e bonario Depardieu, che li accompagnerà con un vecchio furgone fino alla nave diretta per Ibiza. Sull'isola inaspettatamente i ragazzi si renderanno protagonisti di un happening che animerà la serata della discoteca. Successivamente faranno sesso per una delle loro prime volte: Mattia con la dj Ellen Reed, Leonardo con Regina e Guglielmo con una ragazza tokyota appena conosciuta. L'indomani mattina, in un'ultima affermazione di libertà, faranno un ultimo tuffo e bagno corale con Regina, nel mare d'Ibiza.
Cambio repentino di scena e ci troviamo nella stupenda villa teatro del matrimonio di Gloria. Guglielmo, primo importante flirt liceale di Gloria, cerca ingenuamente e inutilmente di dissuaderla dal matrimonio.
I quattro amici, recuperati alla normalità dalla forte esperienza estiva, si danno la mano e si tuffano vestiti, di schiena, nella piscina della villa quasi a suggello di una raggiunta maturità consapevole.

## Produzione
Il film è stato girato a Roma, in Toscana, nelle Marche, specialmente a Sirolo, nella riviera del Conero e ad Ibiza, mentre le scene supposte in Provenza con Gérard Depardieu (che recita in italiano) sono state in realtà girate a Casacanditella (CH), nel castello di Semivicoli.

## Distribuzione
Il film è uscito nelle sale il 13 giugno 2013.

## Curiosità
Massimo Ghini e Vittorio Emanuele Propizio avevano già recitato come padre e figlio in due film: i cinepanettoni del 2008 Natale a Rio e del 2009 Natale a Beverly Hills (in quest’ultimo erano padre putativo e figlio).